# Statue de Constantin le Grand
La statue de Constantin le Grand est une statue en bronze représentant l’empereur romain Constantin Ier assis sur un trône à York, au Royaume-Uni. Cette statue a été commandée par l’organisme de bienfaisance York Civic Trust. L’œuvre est conçue par le sculpteur écossais Philip Jackson. La sculpture est dévoilée en 1998 et elle est située à l’extérieur de la cathédrale Saint-Pierre nommée Cathédrale d'York sur la rue York Minster Yard dans le centre-ville de York. Il commémore l’accession de Constantin au rang d’empereur romain en 306 apr. J.-C. sur ce site, après la mort de son père Constance Chlore à Eboracum.

## Description
La sculpture représente l’empereur Constantin, assis sur un majestueux trône à pattes d’animaux. Il est vêtu d’un uniforme militaire qui rappelle celui des légionnaires romains. Son bras droit est tendu derrière lui tandis que son bras gauche est tendu, la main tenant le pommeau de son glaive dont la pointe est brisée. L’empereur est enveloppé dans une longue cape qui s’étend jusqu’au sol, ajoutant à son impressionnante stature. Une inscription en anglais, gravée sur la base de la statue, proclame « Constantin par ce signe conquiert » en référence à une célèbre citation latine « in hoc signo vinces », extraite du récit de l’historien Eusèbe de Césarée. Ce dernier relate que peu avant la bataille du pont Milvius, Constantin marchait avec son armée et leva les yeux vers le soleil et vit une croix de lumière qui, selon Constantin, était une vision du chrisme (☧) dans le ciel. Au-dessus de cette croix, il était inscrit dans les mots grecs « (ἐν) τούτῳ νίκα » (« En cela, conquérir »),.

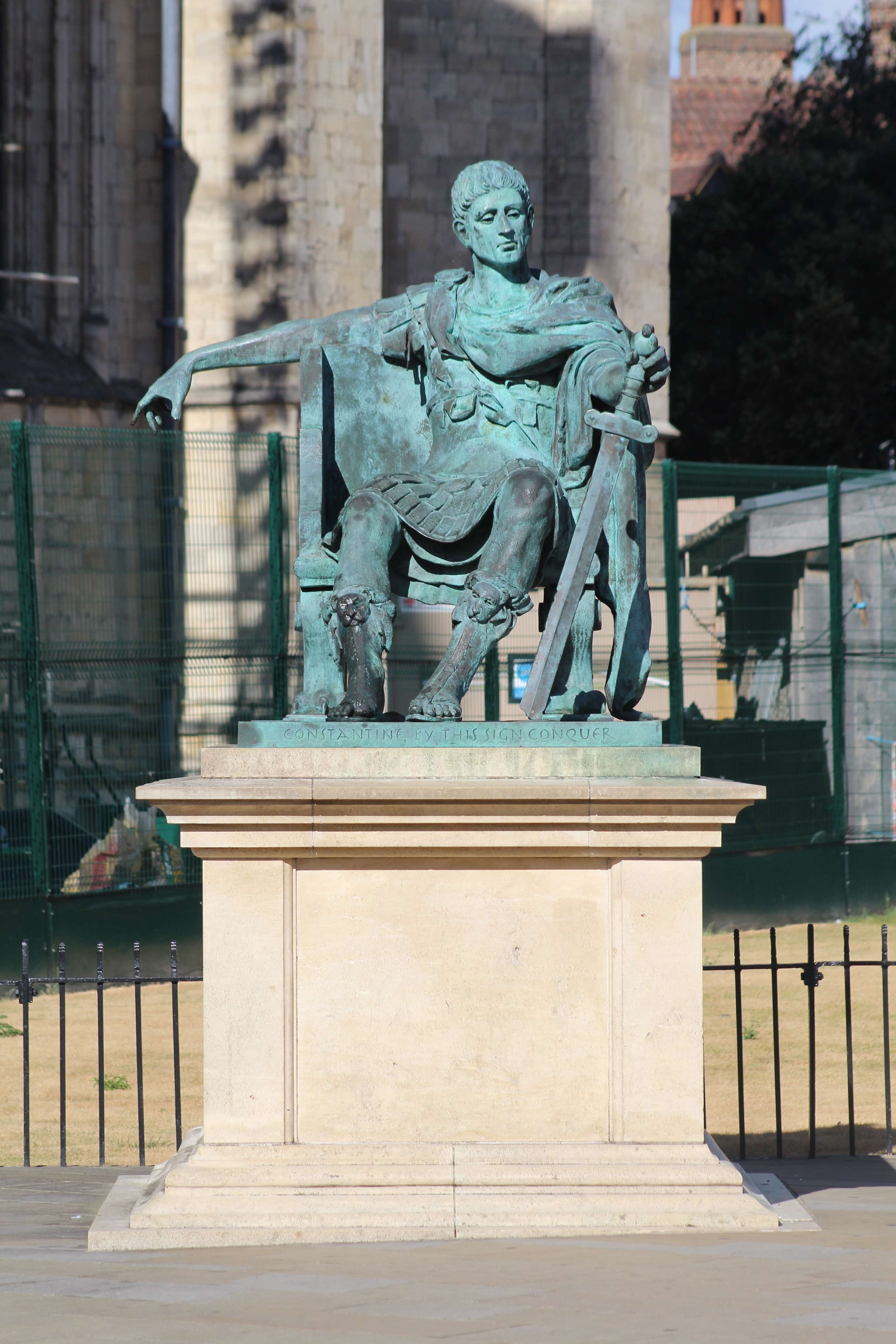
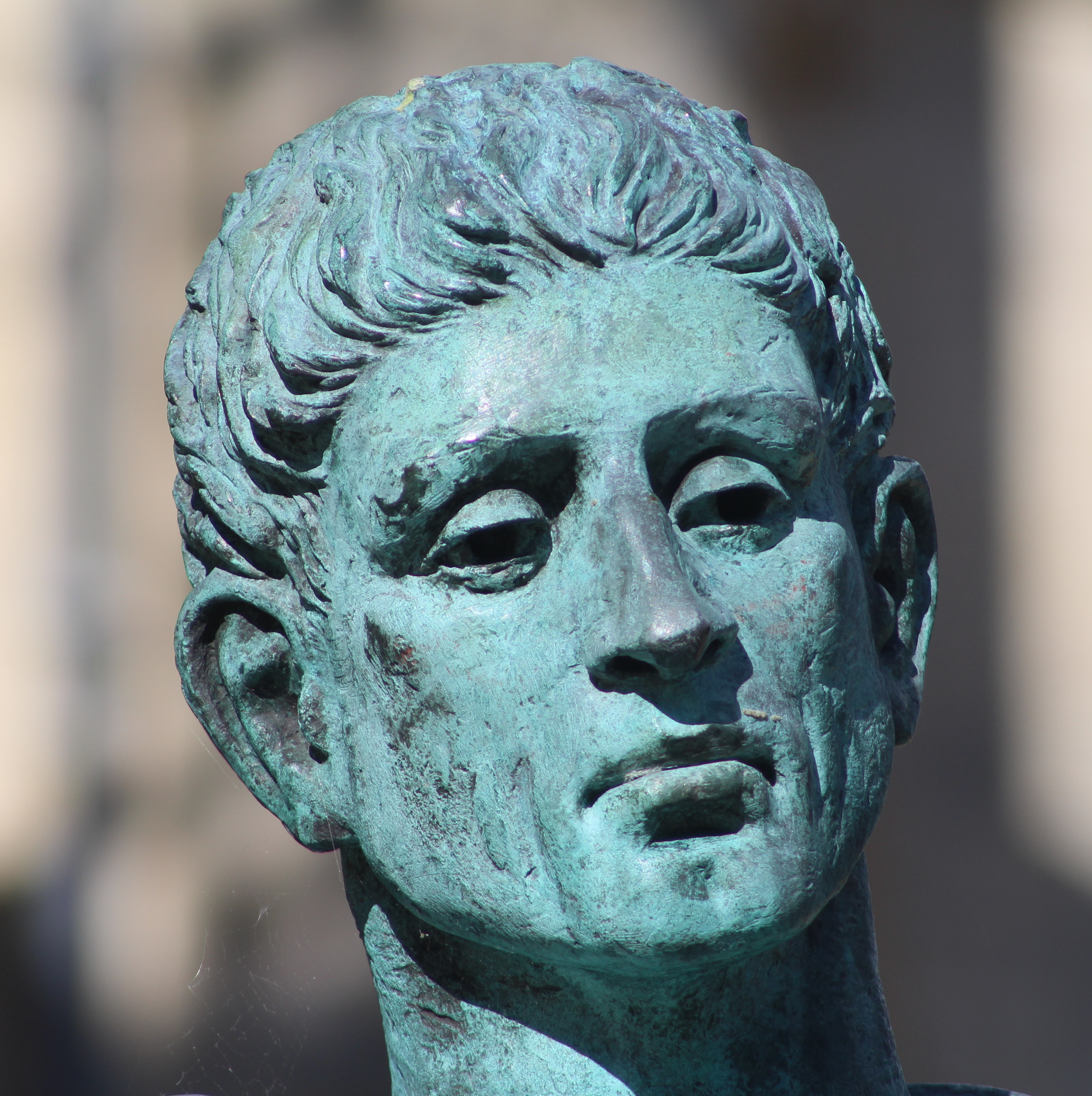
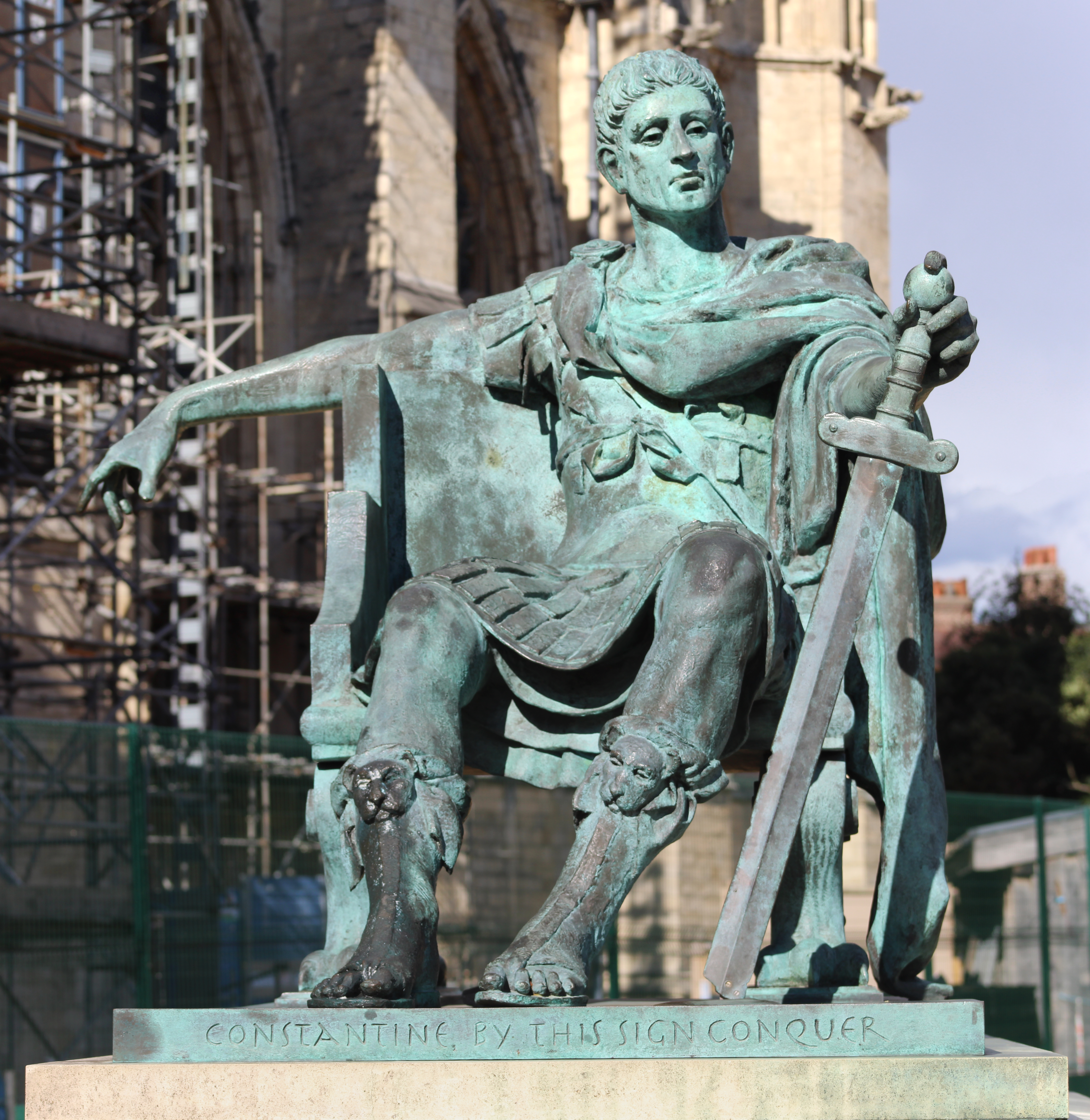
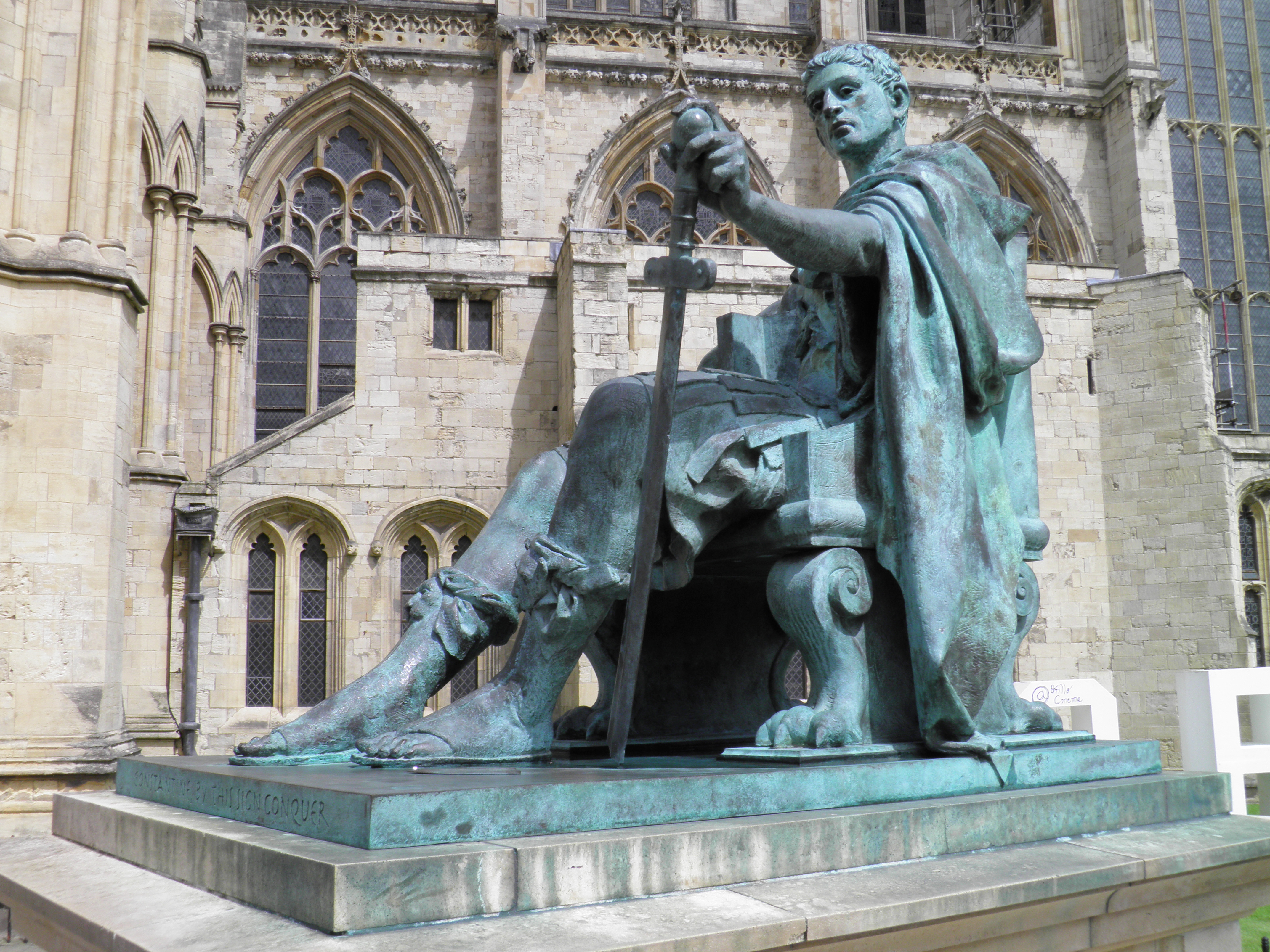
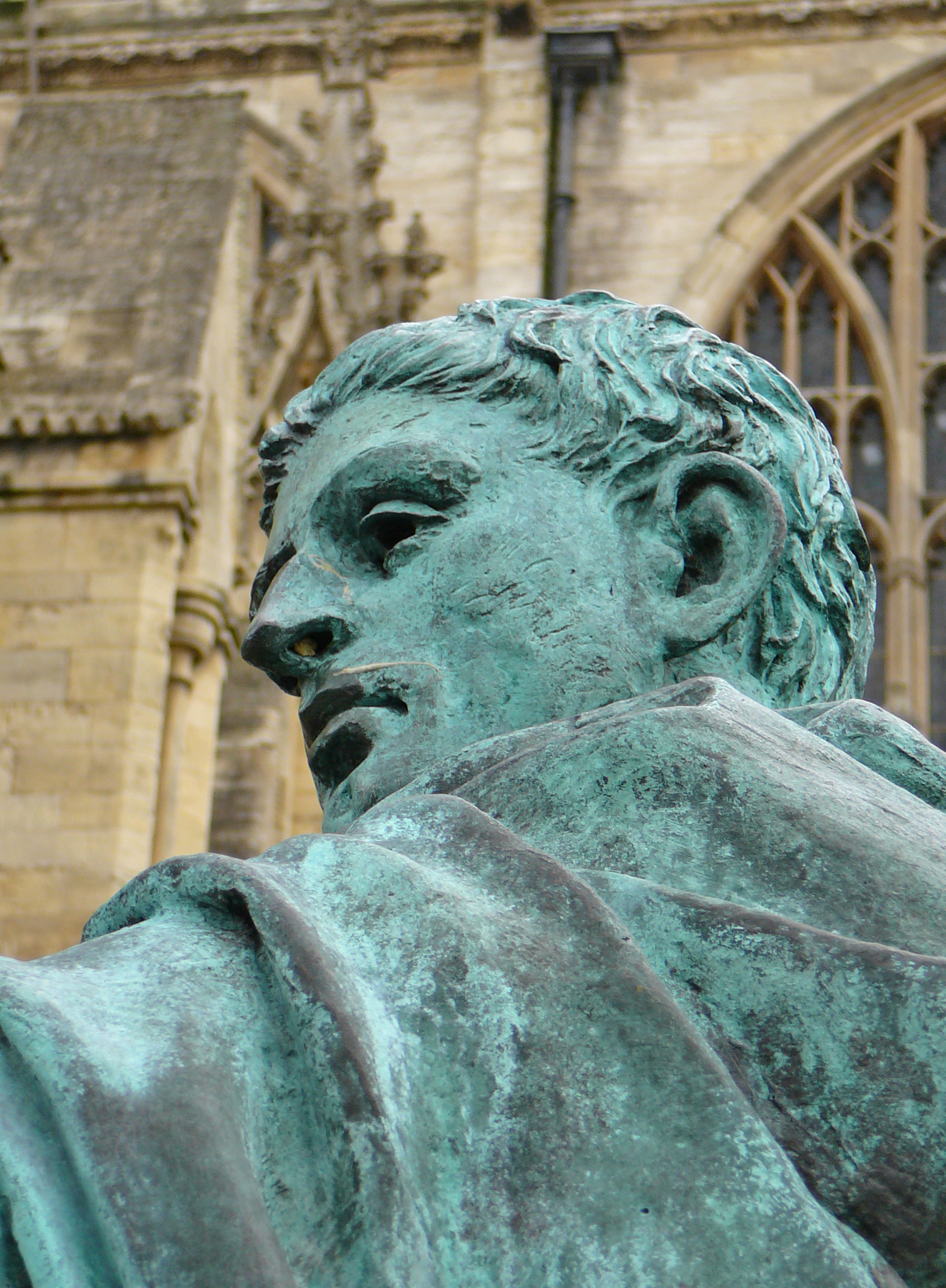
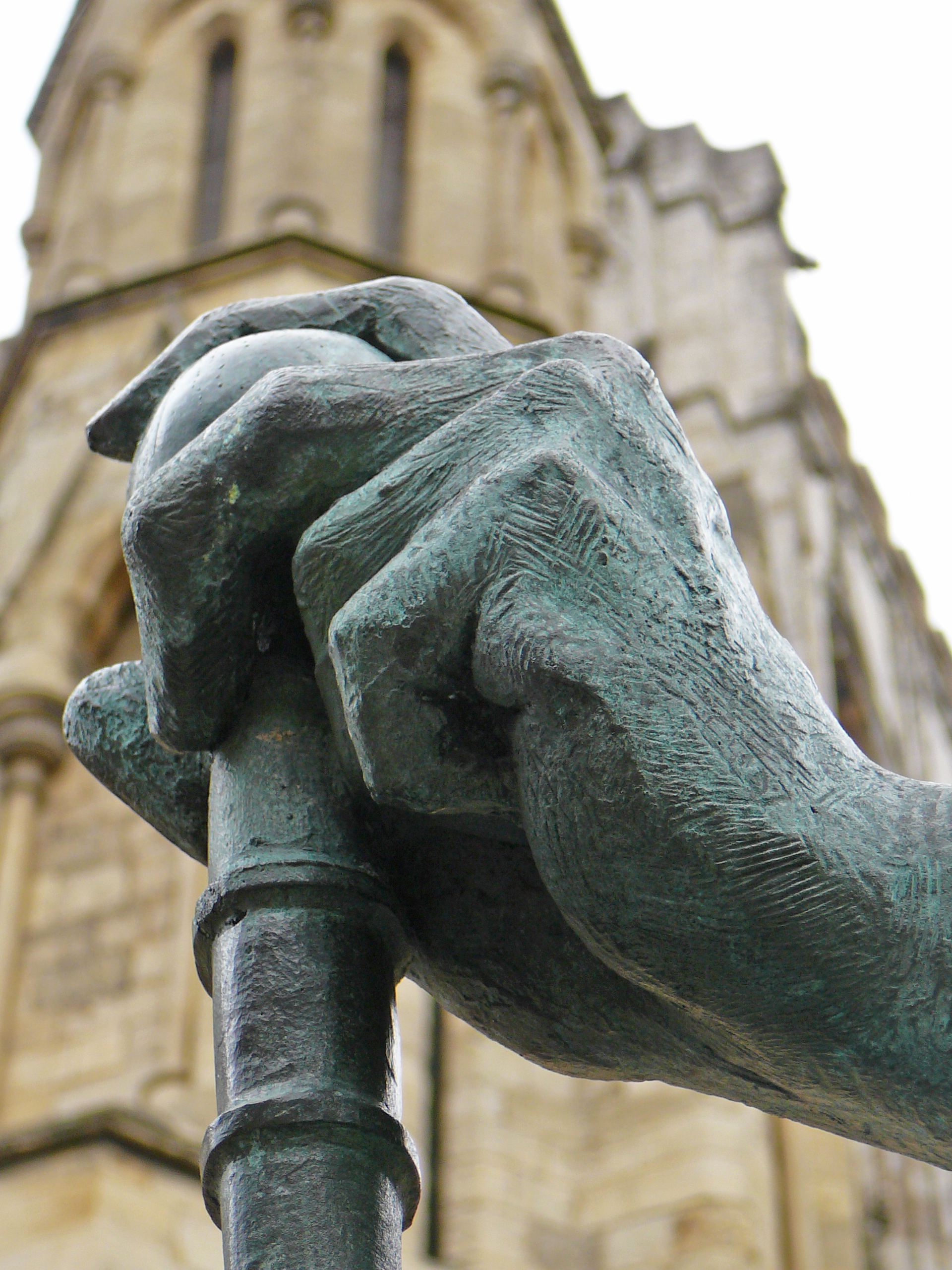

## Interactions

### Jour du Yorkshire
La statue est l’une des nombreuses statues à York bâillonnées par le Parti du Yorkshire pour le jour du Yorkshire, le 1er août 2016, dans le cadre d’une campagne visant à souligner l’absence d’un gouvernement décentralisé dans la région.
Lors du jour du Yorkshire en 2018, la statue est habillée d’une casquette plate et reçoit deux accessoires sur le thème du chocolat : un Kit Kat géant et un Terry's Chocolate Orange.

### Vol d'épée
En septembre 2016, l’épée de la statue est volée par un sans-abri. John Flanagan, un homme de 31 ans, a été poursuivi pour les dommages faits à la statue. L'épée avait été arrachée de la statue à coups de pied, puis brandie par Flanagan avant qu'il ne la dépose dans un égout. La restauration de la statue par York Civic Trust a été entreprise en novembre 2016 et a coûté 783 livres sterling,.

### Pandémie de Covid-19
Il a été observé que la statue arborait un masque de protection en réponse à la pandémie de Covid-19.

### «Guerre culturelle»
En juin 2020, le Daily Telegraph rapporte que la statue était « en cours d’évaluation » à la suite de plaintes reçues par la cathédrale d’York concernant le soutien de Constantin à l’esclavage à la lumière du mouvement Black Lives Matter. Dans des articles publiés ultérieurement par le Guardian et le York Press, il a été rapporté que la cathédrale de York n'avait reçu aucune plainte concernant la statue et qu'elle n'était pas spécifiquement en cours d'examen,. Le Guardian a décrit l’histoire comme un « scandale de statue imaginaire » dans le cadre d’une guerre culturelle.